# 阿勞科省

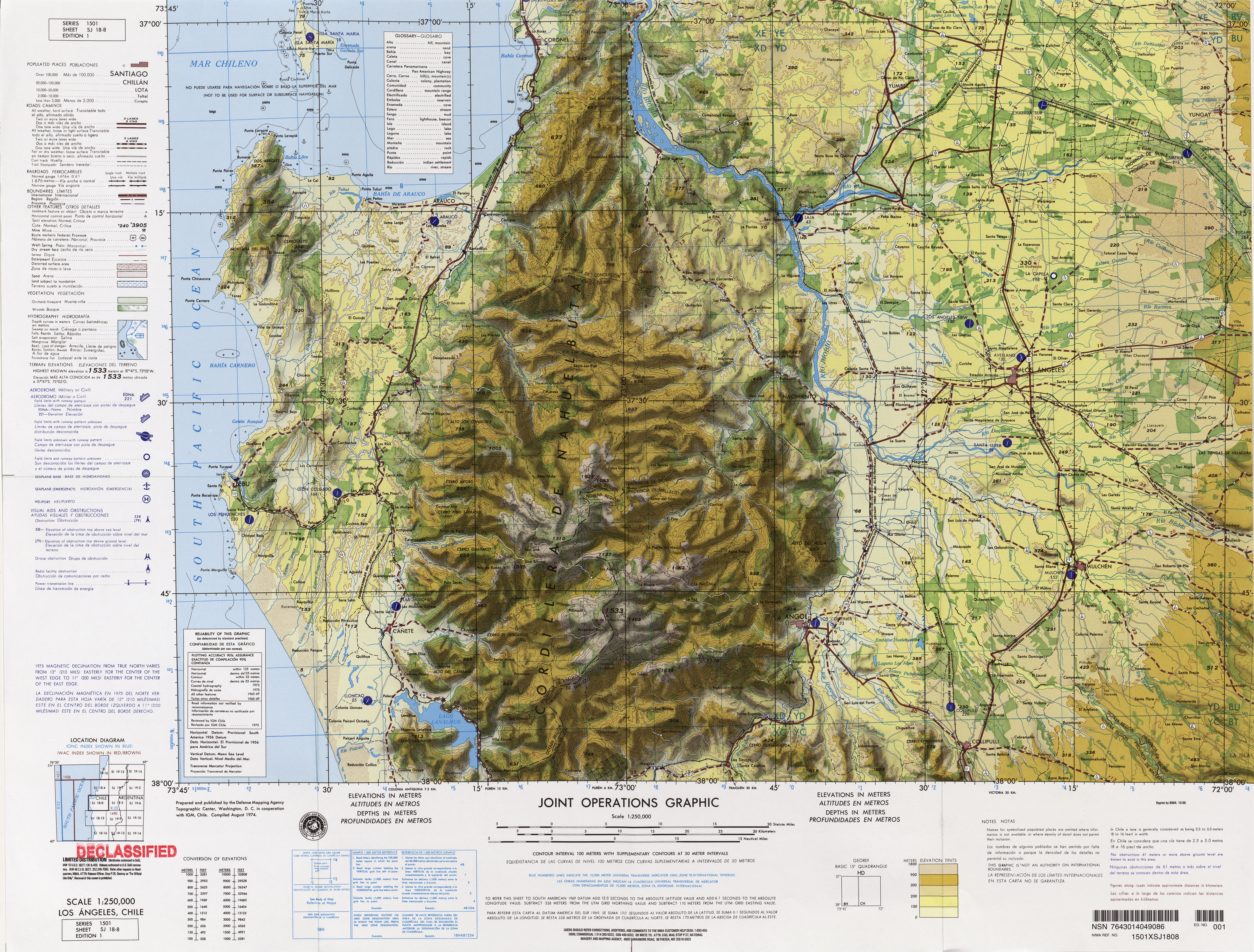

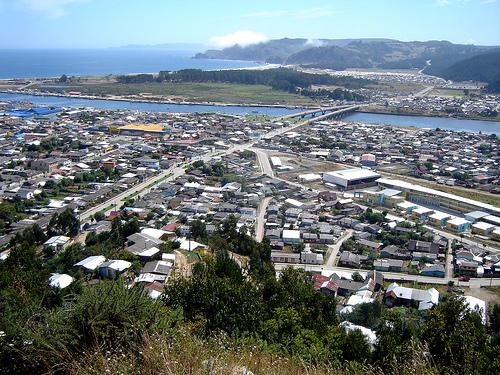

阿勞科省是智利的54個省份之一，位於該國中部，由比奧比奧大區負責管轄，首府設於萊布，面積5,457平方公里，2002年人口157,255，人口密度每平方公里28.8人。